# Washington Bullets 1996-1997
La stagione 1996-97 dei Washington Bullets fu la 36ª nella NBA per la franchigia.
I Washington Bullets arrivarono quarti nella Atlantic Division della Eastern Conference con un record di 44-38. Nei play-off persero al primo turno con i Chicago Bulls (3-0).

## Roster
| N° | Naz.                   | Ruolo | Sportivo         | Anno | Alt. | Peso |
| -- | ---------------------- | ----- | ---------------- | ---- | ---- | ---- |
| 1  | Stati Uniti (bandiera) | G     | Rod Strickland   | 1966 | 191  | 79   |
| 4  | Stati Uniti (bandiera) | AC    | Chris Webber     | 1973 | 206  | 111  |
| 5  | Stati Uniti (bandiera) | A     | Juwan Howard     | 1973 | 206  | 109  |
| 12 | Stati Uniti (bandiera) | G     | Chris Whitney    | 1971 | 183  | 76   |
| 15 | Stati Uniti (bandiera) | G     | Gaylon Nickerson | 1969 | 191  | 86   |
| 22 | Stati Uniti (bandiera) | C     | Matt Fish        | 1969 | 211  | 107  |
| 23 | Stati Uniti (bandiera) | G     | Tim Legler       | 1966 | 193  | 91   |
| 30 | Stati Uniti (bandiera) | AC    | Ben Wallace      | 1974 | 206  | 109  |
| 32 | Stati Uniti (bandiera) | GA    | Jaren Jackson    | 1967 | 193  | 86   |
| 35 | Stati Uniti (bandiera) | A     | Tracy Murray     | 1971 | 201  | 102  |
| 40 | Stati Uniti (bandiera) | GA    | Calbert Cheaney  | 1971 | 201  | 95   |
| 43 | Stati Uniti (bandiera) | AC    | Lorenzo Williams | 1969 | 206  | 91   |
| 44 | Stati Uniti (bandiera) | A     | Harvey Grant     | 1965 | 203  | 88   |
| 50 | Stati Uniti (bandiera) | A     | Ashraf Amaya     | 1971 | 203  | 104  |
| 77 | Romania (bandiera)     | C     | Gheorghe Mureșan | 1971 | 231  | 137  |

## Staff tecnico
- Allenatori: Jim Lynam (22-24) (fino al 5 febbraio)[1], Bob Staak (0-1) (dal 5 al 10 febbraio)[2], Bernie Bickerstaff (22-13)
- Vice-allenatori: Bob Staak (fino al 5 febbraio e dal 10 febbraio), Buzz Braman (fino al 5 febbraio)